# Renaissance-Antiqua

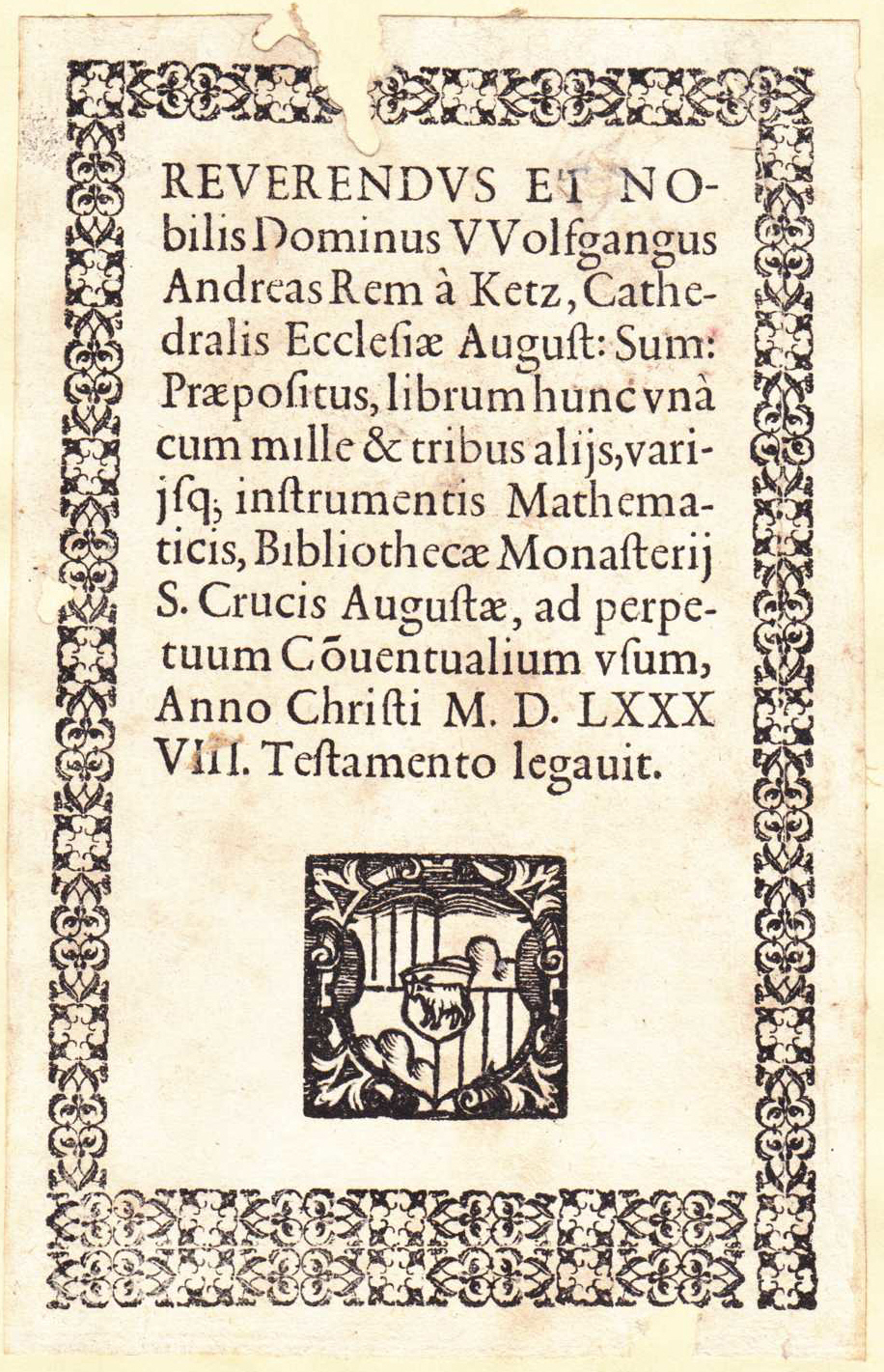
Schriftbeispiel von 1588: Ex libris, Augustinerchorherrenstift Heilig Kreuz

Renaissance-Antiqua (auch Mediaeval oder Mediäval) ist eine frühe Schriftklasse nach DIN 16518. Sie wird unterteilt in die venezianische Renaissance-Antiqua und die französische Renaissance-Antiqua, wobei diese Unterscheidung aber keine Rolle in der Praxis spielt.
Bei Renaissance-Antiqua handelt es sich um die erste Reinform der Antiqua mit Minuskeln und Majuskeln. Sie entstand aus der humanistischen Minuskel nach dem humanistischen Formprinzip des 15. Jahrhunderts.

## Gebrauch
Als die Barock-Antiqua und die Klassizistische Antiqua aufgekommen waren, blieb die Renaissance-Antiqua lange Zeit unbeachtet. Erst in der zweiten Hälfte des 19. Jahrhunderts wurde ihre gute Verwendbarkeit wieder erkannt, sie ist bis heute noch sehr gefragt.
Die heutigen Renaissance-Antiqua-Schriften basieren fast ausschließlich auf den Schriftformen der Typografen Nicolas Jenson, Francesco Griffo und Claude Garamond.

## Merkmale
Eine Renaissance-Antiqua-Schrift zeichnet sich durch ein harmonisches Schriftbild und eine sehr gute Lesbarkeit aus. Stilmerkmale sind die geringen Unterschiede in den Strichbreiten, abgerundete Übergänge zu den Serifen, keilförmiger Ansatz bei den Senkrechten und die von links oben nach rechts unten gerichtete Achsstellung der Rundformen (Schattenachse).
Die Kursive wurde nicht aus dem Normalschnitt der Antiqua entwickelt, sondern eigenständig aus der humanistischen Kursive, der Urform der lateinischen Schreibschriften. Daher weichen ihre Glyphen deutlich von denen des Normalschnitts ab. Fetten fehlen in der Regel oder wurden erst wesentlich später hinzugefügt.